# 40 gradusov
40 gradusov (in russo 40 градусов?) è un singolo della cantante ucraina Loboda, pubblicato il 20 aprile 2011 su etichetta discografica Loboda M'juzik. Monatyk è stato il compositore e l'autore delle parole, e Loboda ha acquistato la canzone per soli $ 500, cambiando leggermente il ritornello.
La canzone è stata eseguita per la prima volta il 31 agosto 2012 al Crimea Music Fest.

## Video musicale
Il video musicale, diretto da Vladimir Škljarevskij, è stato reso disponibile il 16 novembre 2012. Un video è stato girato per la canzone in Islanda. Secondo la cantante, il paesaggio nordico non è stato scelto per caso, ogni volta che ascoltava la canzone pensava al freddo, alla solitudine e all'amore infelice. Il ruolo principale è stato interpretato dall'attore danese Rudi Köhnke. Soprattutto per le riprese, il cantante ha preso lezioni di danza classica e ha anche imparato a suonare il violoncello.

## Tracce
Testi e musiche di Monatyk e Loboda.
Download digitale
1. 40 gradusov – 4:25
2. 40 gradusov (Alex Ortega & Ivan Demsoff Remix) – 3:45

## Classifiche

### Classifiche settimanali
| Classifica (2012–13) | Posizione massima |
| -------------------- | ----------------- |
| Russia               | 57                |
| Ucraina              | 1                 |

### Classifiche di fine anno
| Classifica (2012) | Posizione |
| ----------------- | --------- |
| Ucraina           | 182       |
| Classifica (2013) | Posizione |
| Ucraina           | 3         |

## Riconoscimenti
- 2013 – Krasnaja zvezda[9]
- 2013 – Ukrajins'ka pisnja roku[10]
- 2013 – Fashion People Awards[11]
- 2014 – YUNA – Miglior canzone e Miglior videoclip[12]
- 2020 – YUNA – 20 canzoni iconiche in 20 anni[13]